# Puchar Niemiec w piłce siatkowej mężczyzn (2021/2022)
Puchar Niemiec w piłce siatkowej mężczyzn 2021/2022 (niem. DVV-Pokal der Männer 2021/2022) – 50. sezon rozgrywek o siatkarski Puchar Niemiec zorganizowany przez stowarzyszenie Volleyball-Bundesliga. Zainaugurowany został 24 października 2021 roku.
W rozgrywkach uczestniczyły kluby grające w 1. Bundeslidze oraz zdobywcy pucharów regionalnych. Składały się z rundy kwalifikacyjnej, 1/8 finału, ćwierćfinałów, półfinałów oraz finału. We wszystkich rundach rywalizacja toczyła się w systemie pucharowym.
Finał odbył się 6 marca 2022 roku w SAP Arena w Mannheimie. Po raz siedemnasty Puchar Niemiec zdobył klub VfB Friedrichshafen, który w finale pokonał SVG Lüneburg. MVP finału wybrany został Amerykanin Jordan Ewert.

## System rozgrywek
W Pucharze Niemiec w sezonie 2021/2022 uczestniczyły wszystkie drużyny grające w 1. Bundeslidze oraz ośmiu zwycięzców pucharów regionalnych. Rozgrywki składały się z rundy kwalifikacyjnej, 1/8 finału, ćwierćfinałów, półfinałów i finału. We wszystkich rundach rywalizacja toczyła się w systemie pucharowym, a o awansie decydowało jedno spotkanie. Przed każdą rundą odbywało się losowanie wyłaniające pary meczowe, z tym że w rundzie kwalifikacyjnej rywalizowały ze sobą zdobywca Pucharu Regionu Südost oraz zdobywca Pucharu Regionu Ost. W 1/8 finału do drużyn grających w 1. Bundeslidze, o ile to możliwe, dolosowywani byli zdobywcy pucharów regionalnych.

## Drużyny uczestniczące
| 1. Bundesliga (9 drużyn)               | 1. Bundesliga (9 drużyn) |
| -------------------------------------- | ------------------------ |
| Berlin Recycling Volleys               | półfinał                 |
| Energiequelle Netzhoppers KW-Bestensee | 1/8 finału               |
| Helios Grizzlys Giesen                 | ćwierćfinał              |
| SVG Lüneburg                           | finał                    |
| SWD powervolleys Düren                 | ćwierćfinał              |
| TSV Haching München                    | ćwierćfinał              |
| United Volleys Frankfurt               | ćwierćfinał              |
| VfB Friedrichshafen                    | zwycięstwo               |
| WWK Volleys Herrsching                 | półfinał                 |

| 2. Bundesliga (8 drużyn)          | 2. Bundesliga (8 drużyn)    | 2. Bundesliga (8 drużyn) |
| --------------------------------- | --------------------------- | ------------------------ |
| Zdobywca Pucharu Regionu Süd      | Baden Volleys SSC Karlsruhe | 1/8 finału               |
| Zdobywca Pucharu Regionu Ost      | Blue Volleys Gotha          | 1/8 finału               |
| Zdobywca Pucharu Regionu West     | Moerser SC                  | 1/8 finału               |
| Zdobywca Pucharu Regionu Nordost  | SV Lindow-Gransee           | 1/8 finału               |
| Zdobywca Pucharu Regionu Nord     | SV Warnemünde               | 1/8 finału               |
| Zdobywca Pucharu Regionu Südost   | TSV Mühldorf                | runda kwalifikacyjna     |
| Zdobywca Pucharu Regionu Südwest  | TuS Kriftel                 | 1/8 finału               |
| Zdobywca Pucharu Regionu Nordwest | TV Baden                    | 1/8 finału               |

## Rozgrywki

### Runda kwalifikacyjna
| 24.10.2021 16:00 (UTC+2) | TSV Mühldorf | 2:3 (25:15, 19:25, 29:27, 22:25, 15:17) | Blue Volleys Gotha | NUTZ-Arena an der Mittelschule, Mühldorf Widzów: 60 Sędziowie: Jens Barschdorf i Annika Westenkirchner |

### 1/8 finału
| 06.11.2021 18:00 (UTC+1) | Baden Volleys SSC Karlsruhe | 0:3 (17:25, 20:25, 21:25) | United Volleys Frankfurt | Sporthalle Otto-Hahn-Gymnasium, Karlsruhe Widzów: 500 Sędziowie: Daniel Apanowicz i Selina Hafner MVP: Jens Sandmeier / Viktor Lindberg |

| 06.11.2021 20:00 (UTC+1) | TuS Kriftel | 0:3 (22:25, 25:27, 23:25) | TSV Haching München | Turnhalle der Weingartenschule, Kriftel Widzów: 300 Sędziowie: Enrico Immig i Anja Dahl MVP: Marius Büchi / Leonard Graven |

| 06.11.2021 18:30 (UTC+1) | SV Warnemünde | 0:3 (17:25, 13:25, 16:25) | SVG Lüneburg | OSPA-Arena, Rostock Widzów: 300 Sędziowie: Sebastian Tominski i Ute Fischer MVP: Tommy Mehlberg / Joseph Worsley |

| 07.11.2021 16:00 (UTC+1) | TV Baden | 0:3 (19:25, 17:25, 22:25) | Berlin Recycling Volleys | Lahofhalle, Achim Widzów: 300 Sędziowie: Lutz Steinmetz i Torben Freund MVP: Aaron Warneken / Marek Šotola |

| 06.11.2021 18:00 (UTC+1) | SV Lindow-Gransee | 0:3 (7:25, 13:25, 19:25) | Helios Grizzlys Giesen | Dreifelderhalle, Gransee Widzów: 150 Sędziowie: Munir Fattah i Josef Reinelt MVP: Niklas Rudolf / Hauke Wagner |

| 07.11.2021 16:00 (UTC+1) | Moerser SC | 1:3 (12:25, 20:25, 27:25, 16:25) | SWD powervolleys Düren | Enni-Sportpark Rheinkamp, Moers Widzów: 530 Sędziowie: Stefan Preyß i Theresa Rottmann MVP: Marvin Prolingheuer / Tim Broshog |

| 06.11.2021 19:00 (UTC+1) | Blue Volleys Gotha | 0:3 (24:26, 15:25, 20:25) | WWK Volleys Herrsching | Ernestiner Sporthalle, Gotha Widzów: 200 Sędziowie: Gregor Bösenberg i Andre Müller-Beck MVP: Robert Werner / Luke Thomas Herr |

| 07.11.2021 15:00 (UTC+1) | Energiequelle Netzhoppers KW-Bestensee | 1:3 (18:25, 25:22, 25:27, 21:25) | VfB Friedrichshafen | MBS Arena, Poczdam Widzów: 421 Sędziowie: Mathias Ewald i Erik Lachmann MVP: Brandon Rattray / Vojin Ćaćić |

### Ćwierćfinały
| 23.11.2021 19:00 (UTC+1) | TSV Haching München | 0:3 (20:25, 18:25, 13:25) | SVG Lüneburg | Bayernwerk Sportarena, Unterhaching Widzów: 124 Sędziowie: Tobias Kilger i Julia Von der Weppen MVP: Leonard Graven / Pearson Eshenko |

| 24.11.2021 20:00 (UTC+1) | United Volleys Frankfurt | 1:3 (24:26, 20:25, 25:21, 27:29) | Berlin Recycling Volleys | Ballsporthalle, Frankfurt nad Menem Widzów: 950 Sędziowie: Daniel Apanowicz i Srdjan Arsic MVP: Daniel Malescha / Siergiej Grankin |

| 24.11.2021 19:00 (UTC+1) | SWD powervolleys Düren | 0:3 (18:25, 19:25, 20:25) | VfB Friedrichshafen | Arena Kreis Düren, Düren Widzów: 473 Sędziowie: Nils Weickert i Sabine Witte MVP: Marcin Ernastowicz / Stefan Thiel |

| 24.11.2021 20:00 (UTC+1) | WWK Volleys Herrsching | 3:2 (18:25, 20:25, 25:22, 25:17, 15:10) | Helios Grizzlys Giesen | GCDW-Arena, Herrsching am Ammersee Widzów: 250 Sędziowie: Stephan Müller i Vesselin Stanev MVP: Samuel Jeanlys / Jean-Philippe Sol |

### Półfinały
| 22.12.2021 19:00 (UTC+1) | SVG Lüneburg | 3:2 (28:30, 25:19, 20:25, 25:18, 15:10) | WWK Volleys Herrsching | LKH Arena, Lüneburg Widzów: 652 Sędziowie: Mathias Ewald i Henning Schaum MVP: Jordan Ewert / Tim Peter |

| 02.02.2022 19:00 (UTC+1) | VfB Friedrichshafen | 3:2 (22:25, 25:15, 18:25, 25:14, 15:12) | Berlin Recycling Volleys | Ratiopharm-Arena, Neu-Ulm Widzów: 246 Sędziowie: Stephan Müller i Joachim Mattner MVP: Dejan Vinčić / Santiago Danani |

### Finał
| 06.03.2022 16:45 (UTC+1) | SVG Lüneburg | 1:3 (20:25, 25:17, 24:26, 23:25) | VfB Friedrichshafen | SAP Arena, Mannheim Widzów: 3425 Sędziowie: Daniel Apanowicz i Theresa Rottmann MVP: Jordan Ewert |